# 1978 (película)
1978 es una película de terror argentina de 2024 dirigida por Luciano Onetti y Nicolás Onetti. Narra la historia de un grupo de torturadores que durante la última dictadura militar secuestra a un grupo de jóvenes, pero terminan siendo ellos las víctimas tras revelarse que los secuestrados forman parte de una secta macabra. Está protagonizada por Agustín Pardella, Carlos Portaluppi, Mario Alarcón, Agustín Olcese y Jorge Lorenzo. La película tuvo su estreno mundial el 5 de octubre en el Festival de Cine de Sitges, mientras que su estreno comercial en las salas de cines de Argentina fue el 6 de marzo de 2025.

## Sinopsis
La historia está ambientada en la última dictadura militar argentina y los hechos se desarrollan en la noche de la final de la Copa Mundial de Fútbol cuando un grupo de torturadores irrumpe violentamente en una casa para secuestrar a un grupo de jóvenes para someterlos a un interrogatorio inhumano en un centro clandestino de detención, sin embargo, los torturadores no tardarán en descubrir que se trata de un grupo que pertenecen un culto satánico liderados por un espíritu sobrenatural desconocido, haciendo que sus planes se vean frustrados y terminan siendo ellos mismos las víctimas de la situación.

## Elenco
- Agustín Pardella como Hugo
- Carlos Portaluppi como Carancho
- Mario Alarcón como Moro
- Agustín Olcese como Miguel
- Jorge Lorenzo como Baviera
- Santiago Ríos como Alsina
- Gustavo Bonfigli como Dr. Berges
- Paula Silva como Irene
- Gustavo Pardi como Dante
- Ezequiel Pache como Quique
- Valeria San Martin como Paula
- María Eugenia Rigon como Diana
- Justina Ceballos como Érica
- Gustavo Bayley	como Eduardo
- Ignacio Francavilla como Paco

## Recepción

### Comentarios de la crítica
Juan Pablo Cinelli de Página 12 destacó que «Carlos Portaluppi, Mario Alarcón y Santiago Ríos realizan una estupenda labor, dándole vida a tres represores tan intimidantes como despreciables», sin embargo, afirmó que «1978 desemboca definitivamente en una forma de relato genérico de terror, inclinado la balanza hacia lo convencional y dejando abierta la ilusión de una película posible, pero que finalmente no fue». Jorge Montiel de Clarín señaló que la película cuenta «con buen ritmo y un elenco que no tiene fisuras», y «el modesto presupuesto se suple con mucha creatividad en los ángulos y encuadres, además de un buen empleo del maquillaje y los efectos especiales».

### Antecedentes del subgénero de terror de revisionismo histórico
El cortometraje argentino 47, el muerto (2000), dirigido por Adrián Dentoni y Fernando Gabriel Sosa, es considerado uno de los primeros ejemplos del subgénero de terror de revisionismo histórico en América Latina.
La película muestra a un ex-repressor de la dictadura militar siendo atormentado por el espíritu de una de sus víctimas, invirtiendo los roles tradicionales de víctima y agresor. Esta narrativa y la atmósfera de terror político influyeron en producciones posteriores que combinan memoria histórica con elementos de terror.
47, el muerto sirvió como referencia conceptual para películas argentinas posteriores, como 1978, consolidando la tendencia de usar el terror para explorar traumas históricos y sociales, estableciendo un precedente importante para estudios sobre terror y memoria colectiva en el cine latinoamericano.

## Premios y nominaciones
| Festival/Premio                                                 | Fecha del evento                          | Categoría                        | Receptor                                         | Resultado     | Ref.   |
| --------------------------------------------------------------- | ----------------------------------------- | -------------------------------- | ------------------------------------------------ | ------------- | ------ |
| Festival de Cine de Terror de Santiago                          | 3 al 6 de octubre de 2024                 | Mejor película                   | 1978                                             | Ganador       | [ 8 ]  |
| Festival de Cine de Terror de Santiago                          | 3 al 6 de octubre de 2024                 | Mejor guion                      | Luciano Onetti, Nicolás Onetti y Camilo Zaffora  | Ganadores     | [ 8 ]  |
| Festival de Cine de Terror de Santiago                          | 3 al 6 de octubre de 2024                 | Mejor fotografía                 | Luciano Montes de Oca y Kasty Castillo           | Ganadores     | [ 8 ]  |
| Festival de Cine de Terror de Santiago                          | 3 al 6 de octubre de 2024                 | Mejores FX                       | Melisa Ontivero y Yanel Castellano               | Ganadores     | [ 8 ]  |
| Festival de Cine Dark Nights                                    | 11 al 13 de octubre de 2024               | Mejor dirección                  | Luciano Onetti y Nicolás Onetti                  | Ganadores     | [ 9 ]  |
| Festival de Cine Terror in the Bay                              | 16 al 19 de octubre de 2024               | Mejores FX                       | Melisa Ontivero y Yanel Castellano               | Ganadores     | [ 9 ]  |
| Festival Internacional de Cine Fantástico Noctámbulo de Córdoba | 18 al 23 de octubre de 2024               | Mejor película                   | 1978                                             | Ganador       | [ 10 ] |
| Festival Internacional de Cine Fantástico Noctámbulo de Córdoba | 18 al 23 de octubre de 2024               | Mejor dirección                  | Luciano Onetti y Nicolás Onetti                  | Ganadores     | [ 10 ] |
| Festival Internacional de Cine Fantástico Noctámbulo de Córdoba | 18 al 23 de octubre de 2024               | Mejor maquillaje                 | María Fernanda Curci                             | Ganadora      | [ 10 ] |
| Festival de Cine Phoenix FearCon                                | 19 al 26 de octubre de 2024               | Mejor película                   | 1978                                             | Ganador       | [ 11 ] |
| Festival de Cine-Excess                                         | 21 al 27 de octubre de 2024               | Mejor película                   | 1978                                             | Ganador       | [ 10 ] |
| Festival de Cine de Terror de Bogotá                            | 22 al 31 de octubre de 2024               | Mejor película latinoamericana   | 1978                                             | Ganador       | [ 11 ] |
| Festival de Cine de Terror de Bogotá                            | 22 al 31 de octubre de 2024               | Mejor diseño sonoro              | Germán Suracce                                   | Ganador       | [ 11 ] |
| Festival de Cine de Terror de Bogotá                            | 22 al 31 de octubre de 2024               | Mejor elenco                     | Reparto de 1978                                  | Ganadores     | [ 11 ] |
| Festival de Cine Nightmare in the Ozarks                        | 22 al 25 de octubre de 2024               | Mejor actor                      | Carlos Portaluppi                                | Ganador       | [ 9 ]  |
| Festival de Cine Curtas do Imaxinario                           | 24 de octubre al 2 de noviembre de 2024   | Mejor película latinoamericana   | 1978                                             | Ganador       | [ 11 ] |
| Semana de Cine Fantástico y de Terror de San Sebastián          | 25 de octubre al 1 de noviembre de 2024   | Competencia oficial              | 1978                                             | Participación | [ 9 ]  |
| Festival de Cine El Grito de Venezuela                          | 29 de octubre al 2 de noviembre de 2024   | Mejores FX                       | Melisa Ontivero y Yanel Castellano               | Ganadores     | [ 11 ] |
| Festival de Cine de Terror de Sudáfrica                         | 30 de octubre al 10 de noviembre de 2024  | Mejor película                   | 1978                                             | Nominado      | [ 12 ] |
| Festival de Cine de Terror de Sudáfrica                         | 30 de octubre al 10 de noviembre de 2024  | Mejor dirección                  | Luciano Onetti y Nicolás Onetti                  | Ganadores     | [ 12 ] |
| Festival de Cine de Terror de Sudáfrica                         | 30 de octubre al 10 de noviembre de 2024  | Mejor actor                      | Agustín Pardella                                 | Nominado      | [ 12 ] |
| Festival de Cine de Terror de Sudáfrica                         | 30 de octubre al 10 de noviembre de 2024  | Mejor actriz de reparto          | María Eugenia Rigon                              | Nominada      | [ 12 ] |
| Festival de Cine de Terror de Sudáfrica                         | 30 de octubre al 10 de noviembre de 2024  | Mejor actor de reparto           | Carlos Portaluppi                                | Nominado      | [ 12 ] |
| Festival de Cine de Terror de Sudáfrica                         | 30 de octubre al 10 de noviembre de 2024  | Mejor elenco                     | Reparto de 1978                                  | Ganadores     | [ 12 ] |
| Festival de Cine de Terror de Sudáfrica                         | 30 de octubre al 10 de noviembre de 2024  | Mejor guion                      | Luciano Onetti, Nicolás Onetti y Camilo Zaffora  | Nominados     | [ 12 ] |
| Festival de Cine de Terror de Sudáfrica                         | 30 de octubre al 10 de noviembre de 2024  | Mejor fotografía                 | Luciano Montes de Oca y Kasty Castillo           | Nominados     | [ 12 ] |
| Festival de Cine de Terror de Sudáfrica                         | 30 de octubre al 10 de noviembre de 2024  | Mejor diseño de producción       | Paola Tolosa, Guillermina Salas y Nicolás Melian | Nominados     | [ 12 ] |
| Festival de Cine de Terror de Sudáfrica                         | 30 de octubre al 10 de noviembre de 2024  | Mejor maquillaje                 | María Fernanda Curci                             | Nominada      | [ 12 ] |
| Festival de Cine de Terror de Sudáfrica                         | 30 de octubre al 10 de noviembre de 2024  | Mejor banda sonora               | 1978                                             | Nominado      | [ 12 ] |
| Festival de Cine de Terror de Sudáfrica                         | 30 de octubre al 10 de noviembre de 2024  | Mejor póster                     | 1978                                             | Nominado      | [ 12 ] |
| Festival de Cine Mórbido                                        | 29 de octubre al 10 de noviembre de 2024  | Cráneo de bronce                 | 1978                                             | Ganador       | [ 13 ] |
| Festival de Cine Djanho! de Curitiba                            | 31 de octubre al 6 de noviembre de 2024   | Mejor largometraje               | 1978                                             | Ganador       | [ 11 ] |
| Festival de Cine Algeciras Fantástika                           | 6 al 9 de noviembre de 2024               | Mejor largometraje               | 1978                                             | Ganador       | [ 14 ] |
| Festival de Cine Feratum                                        | 7 al 10 de noviembre de 2024              | Competencia Iberoamericana       | 1978                                             | Participación | [ 15 ] |
| Festival de Cine de Terror de Medellín                          | 9 al 10 de noviembre de 2024              | Mejor largometraje internacional | 1978                                             | Ganador       | [ 16 ] |
| Festival de Cine de Horror en las Montañas                      | 14 al 16 de noviembre de 2024             | Premio del público               | 1978                                             | Ganador       | [ 17 ] |
| Festival Internacional de Cine de Mar del Plata                 | 21 de noviembre al 1 de diciembre de 2024 | Competencia latinoamericana      | 1978                                             | Participación | [ 18 ] |
| Buenos Aires Rojo Sangre                                        | 28 de noviembre al 8 de diciembre de 2024 | Mejor fotografía                 | Luciano Montes de Oca y Kasty Castillo           | Ganadores     | [ 19 ] |
| Buenos Aires Rojo Sangre                                        | 28 de noviembre al 8 de diciembre de 2024 | Premio GuiAr al mejor guion      | Luciano Onetti, Nicolás Onetti y Camilo Zaffora  | Ganadores     | [ 19 ] |